# Diabolical Fullmoon Mysticism
Albums de Immortal
Immortal (EP) Pure Holocaust
(1993)
Diabolical Fullmoon Mysticism est le nom du premier album studio du groupe de black metal norvégien Immortal, un groupe alliant dans leur musique un son puissant et des tempos très rapides.
Le groupe a composé cet album après avoir sorti trois démos (dont deux sont sorties quand le groupe s'appelait encore Amputation et que, à l'époque, les membres du groupe jouaient alors du death metal).
Diabolical Fullmoon Mysticism est le seul album de la discographie de Immortal à inclure une guitare acoustique dans certains titres.
Cet album est paru pendant l'année 1992 sous le label indépendant français Osmose Productions.

## Composition
- Abbath Doom Occulta - Basse et Chant
- Demonaz Doom Occulta - Guitare
- Armagedda - Batterie

## Liste des morceaux
1. Intro - 1:35
2. The Call of the Wintermoon - 5:40
3. Unholy Forces of Evil - 4:28
4. Cryptic Winterstorms - 6:08
5. Cold Winds of Funeral Dust - 3:47
6. Blacker Than Darkness - 4:17
7. A Perfect Vision of the Rising Northland - 9:04